# Rhadinaea bogertorum
Rhadinaea bogertorum är en ormart som beskrevs av Myers 1974. Rhadinaea bogertorum ingår i släktet Rhadinaea och familjen snokar. IUCN kategoriserar arten globalt som otillräckligt studerad. Inga underarter finns listade i Catalogue of Life.
Arten förekommer i delstaten Oaxaca i Mexiko. Den första individen hittades vid 2030 meter över havet. Honor lägger ägg.